# 智者雅羅斯拉夫站
智者雅羅斯拉夫（羅馬化：Yaroslava Mudroho）是哈爾科夫地鐵薩爾蒂夫卡線的一坐车站。该站于1977年4月16日开始建造，并于1984年8月10日启用，成为萨尔蒂夫卡线的第八座车站。地鐵站位于哈爾科夫市中心，智者雅羅斯拉夫廣場的正下方，即雅羅斯拉夫街和斯科沃洛達街的交界。
1977年啓用至2024年4月29日間以俄國诗人亚历山大·普希金命名為普希金站（羅馬化：Pushkinska （ⓘ）
）。後來依去俄化法律以烏克蘭歷史人物智者雅羅斯拉夫命名。

## 車站
智者雅羅斯拉夫站坐落於地下30（98英尺）處，為哈爾基夫地鐵最深車站。
當年車站建于普希金街下，該街道在俄羅斯帝國統治下的1899年以該俄國詩人命名。今該街道名爲斯科沃洛達街，以烏克蘭哲學家格里戈里·斯科沃羅達命名。

### 更名
2024年1月12日，站内普希金的浮雕被移除，车站内其他出自其手的作品也被移除。哈尔科夫市内在2014年烏克蘭被俄羅斯襲擊后也跟進了去俄化趨勢。就在2023年，市内的一座普希金纪念碑被拆除，普希金的名字也从當地戲劇院的官方名字中被删除（哈爾科夫普希金學術戲劇院），所有绘有诗人肖像的壁画也均被移除。
2024年1月26日，哈尔科夫市议会将普希金街重新命名斯科沃洛達街。此次更名是为了纪念因2024年1月23日俄罗斯襲擊哈尔科夫而喪命的受害者者。該次的襲擊造成9人遇难，其中包括一名四岁儿童，普希金街也遭到波及。哈尔科夫市长伊霍尔·特雷霍夫表示，袭击發生前他與市議會“并不急于”重新命名这一条街，因为他“像许多哈尔科夫居民一样始终觉得普希金的作品并不代表现代俄罗斯，也與普京政权试图利用历史人物的伟大来灌输俄價值觀以谋取私利無關。”
2024年1月30日，特雷霍夫表示哈爾科夫會在三到四个月内更改所有与俄罗斯相关的地名，包括市内地铁站。
2024年4月29日，特雷霍夫签署命令，将该站更名至現名，以纪念那位基辅大公，附近的國立智者雅羅斯拉夫法律大学也以他命名。